# Jornal dos Cegos
Jornal dos cegos : revista de tiflologia : revista de educação e ensino intelectual e profissional dos cegos foi editada em Lisboa, de novembro de 1895 a 1920, num total de vinte e três volumes. O seu diretor, Branco Rodrigues, encarou como missão da sua vida difundir tudo o que se fazia em diversos países da Europa em relação à educação dos cegos, em prol dos cegos portugueses, razão pela qual, vários dos seus colaboradores eram estrangeiros: Lenderink, diretor do Instituto de Jovens Cegos de Amesterdão; padre Sena Freitas; M. A. Bütner, Dr. Vittorio Cereseto, médico oftalmologista de Génova; J. Moldenhawer, diretor do Instituto de Cegos de Copenhague, Bernardo Lucas; Damasceno Nunes; Zófimo Consiglieri Pedroso; Luciano Cordeiro; M. Hall, diretor do Instituto de Cegos de Filadélfia; Valentim Magalhães; José Silvestre Ribeiro; Francisco Adolfo Coelho, Etienne Roland, lente da Universidade; Lucy Pearce Brownell; Eugénio Lorin; Armando Eram; Tadasu Joshimoto; Luís E. Sepulveda Quadra.